# SZK Meszheti Ahalcihe
A Meszheti Ahalcihe (grúzul: საფეხბურთო კლუბი მესხეთი ახალციხე, magyar átírásban: Szapehburto Klubi Meszheti Ahalcihe) egy grúz labdarúgócsapat, jelenleg a másodosztályban szerepel.

## Története
A 2008–2009-es szezonban a grúz élvonalban szerepelt, azonban a következő első osztálybeli idénytől pénzügyi problémák miatt visszalépett.

## Külső hivatkozások
- A Meszheti Ahalcihe adatlapja az UEFA oldalán (angolul)